# Королівський собор святого Франциска Великого
Королівський собор святого Франциска Великого (ісп. Real Basílica de San Francisco el Grande) — католицький собор в центральній частині Мадрида, в районі Ла-Латина.
Фасад парадної частини будівлі собору виходить на площу Святого Франциска, з інших сторін його оточують Великий проспект Сан-Франсиско (Gran Vía de san Francisco) і проспект св. Франциска (Carrera de san Francisco).
Собор знаходиться у веденні ордена францисканців. Висота купола собору становить 58 метри, його діаметр — 33 метрів.
Побудований й оформлений в неокласичному стилі в другій половині XVIII століття. Його архітекторами були Франсіско Кабесас, а потім Антоніо Пло і Франческо Сабатіні.
Прикрашений полотнами таких майстрів іспанського живопису, як Франсіско де Сурбаран і Франсіско Гойя.
Нині собор св. Франциска Великого виконує роль іспанського національного пантеону, в якому поховані видатні діячі національної культури та видатні державні діячі.